# Micrurus dissoleucus
Micrurus dissoleucus är en ormart som beskrevs av Cope 1860. Micrurus dissoleucus ingår i släktet korallormar och familjen giftsnokar. IUCN kategoriserar arten globalt som livskraftig.
Arten förekommer i Panama, Colombia och Venezuela. Den vistas vanligen i låglandet upp till 500 meter över havet och några populationer når en höjd av 1000 meter. Habitatet varierar mellan skogar, buskskogar, savanner och odlingsmark.

## Underarter
Arten delas in i följande underarter:
- M. d. dissoleucus
- M. d. dunni
- M. d. melanogenys
- M. d. meridensis
- M. d. nigrirostris